# Una musica può fare (album)
Una musica può fare è il terzo greatest hits del cantautore italiano Max Gazzè, pubblicato nel 2008.

## Tracce
1. Una musica può fare
2. Il timido ubriaco
3. La favola di Adamo ed Eva
4. Cara Valentina
5. L'uomo più furbo
6. Non era previsto
7. Vento d'estate (featuring Niccolò Fabi)
8. Annina
9. Colloquium Vitae (featuring Mao)
10. Su un ciliegio esterno
11. Splendere ogni giorno il sole
12. Di nascosto
13. La nostra vita nuova (Album Version)
14. Chançon Idiomatique
15. Il debole fra i due
16. Pallida
17. Il motore degli eventi (featuring Carmen Consoli)
18. Cara Valentina - Parte Seconda